# Купчинський Роман (молодший)
Рома́н Купчи́нський  (1 листопада 1944, Відень — 19 січня 2010, Вашингтон, США) — український і американський журналіст, розвідник. Директор української служби Радіо Свобода (1991–2002).
Небіж відомого поета і журналіста Романа Купчинського.

## Біографічні відомості
1949 — у 5-річному віці з родиною переїхав з Європи до Нью-Йорку (США).
Був активним в українській громаді та Пласті.
Вивчав політологію в університеті Лонґ Айленд.
Служив у збройних силах США, був командиром стрілецького загону під час війни у В'єтнамі. За участь у боях отримав нагороди, в тому числі «Пурпурове Серце» (Purple Heart) — нагороду, яку надають від імені президента США воякам, що були поранені, або нагороджують посмертно загиблих у воєнних діях.
1978–1988 — був президентом «Прологу», українського видавництва та дослідницького центру в США. «Пролог» опублікував численні матеріали самвидаву українських дисидентів. Тривалий час найпрестижніший український науково-публіцистичний журнал «Сучасність» виходив саме у видавництві «Пролог».
Був редактором двох збірників самвидавних матеріалів: «Проблема національності в СРСР» та «Погром в Україні».
1991 — очолив українську редакцію Радіо Свобода (Мюнхен).
1992 — з його ініціативи в Києві був відкритий корпункт Радіо Свобода.
Під його керівництвом українська «Свобода» розбудувала широку мережу журналістів на Заході та в Україні.
Завдяки його зусиллям Радіо Свобода встановила партнерські стосунки з радіокомпанією «Довіра» почало промовляти до українського слухача в FM-діапазоні.
2002 — перейшов на аналітично-дослідницьку роботу і став головним редактором «Звіту про організовану злочинність і корупцію». Його статті про українсько-російські відносини, російську енергетику й корупцію в енергетичній царині пострадянського простору були опубліковані в цілій низці наукових видань.
Останні роки життя працював в американському фонді «Джеймстаун», де, зокрема, досліджував діяльність російського «Газпрому».
Є автором звіту «Російський зріджений газ — майбутнє поле геополітичної битви».
Як експерт неодноразово брав участь у слуханнях в Конгресі США.
У некролозі, опублікованому на сайті РС 19 січня 2010 р., писалося: «Роман мав чудове почуття гумору, його пародії та „підпільні писання“ про радійні внутрішні справи були надзвичайно популярними і передавалися з рук у руки, як колись це було з самвидавом в Україні. Він любив пожартувати й добре поїсти. Був неперевершеним кухарем. У нього завжди гарно росли кімнатні квіти, а його орхідеї ніколи не переставали цвісти».
Похований з військовими почестями на Національному кладовищі Арлінґтон поблизу Вашингтона.
Син — Маркіян.